# Roepsteen (Beerst)
Een roepsteen is een zwaar, groot stenen blok dat vroeger gebruikt werd om de bevolking belangrijke mededelingen te doen.
Ook de West-Vlaamse gemeente Beerst bezat zijn roepsteen.

## Geschiedenis
In een ver verleden was het naar de mis gaan op zondag de enige manier om met de mensen uit het dorp in contact te komen. Na de misviering gingen de dorpelingen van Beerst naar een zwaar arduinen blok, waar ze tevens wachtten op de kosters. Daar de kosters in tegenstelling tot de grote menigte wel konden lezen en schrijven, waren zij de uitverkorenen die de kerckgheboden voorlazen.
Deze “kerckgheboden”  waren gemeentelijke berichten (o.a. inzake verkopingen, boetes…).
Zo zien we bijvoorbeeld in 1717: "Betaelt aenden coster van beerst over t’ recht publiceren van den eersten (tweeden, …) kerckghebode…"
Deze mededelingen werden door de kosters zelf geschreven. Het was het medium om de Beerstenaars op de hoogte te houden van de laatste nieuwe gegevens omtrent het gemeentebestuur, de belastingen,…. 

## Plaats
- Deze steen werd geplaatst aan de gevel van de kerk.
- Later is deze steen van de gemeente Beerst overgebracht tussen “t Gildehof” en “In den Os”.
- Uiteindelijk werden de gemeentelijke berichten door de garde gelezen.